# Познанський Борис Станіславович
Бори́с Станісла́вович Позна́нський (* 1841, м. Стародуб, Чернігівська губернія, нині Брянська область, Російська Федерація — † 1906, Північний Кавказ) — український етнограф, історик, письменник, громадський діяч польського походження.

## Життєпис
Народився в дрібношляхетській сім'ї.

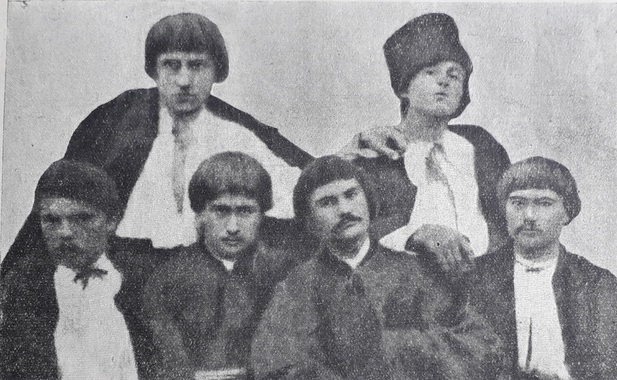
Хлопомани. Крайній праворуч сидить Володимир Антонович. За ним у шапці стоїть Борис Познанський

1859—1861 — навчався на історико-філологічному факультеті Київського університету. У студентські роки належав до гуртка «хлопоманів», пізніше увійшов до складу київської Старої громади.

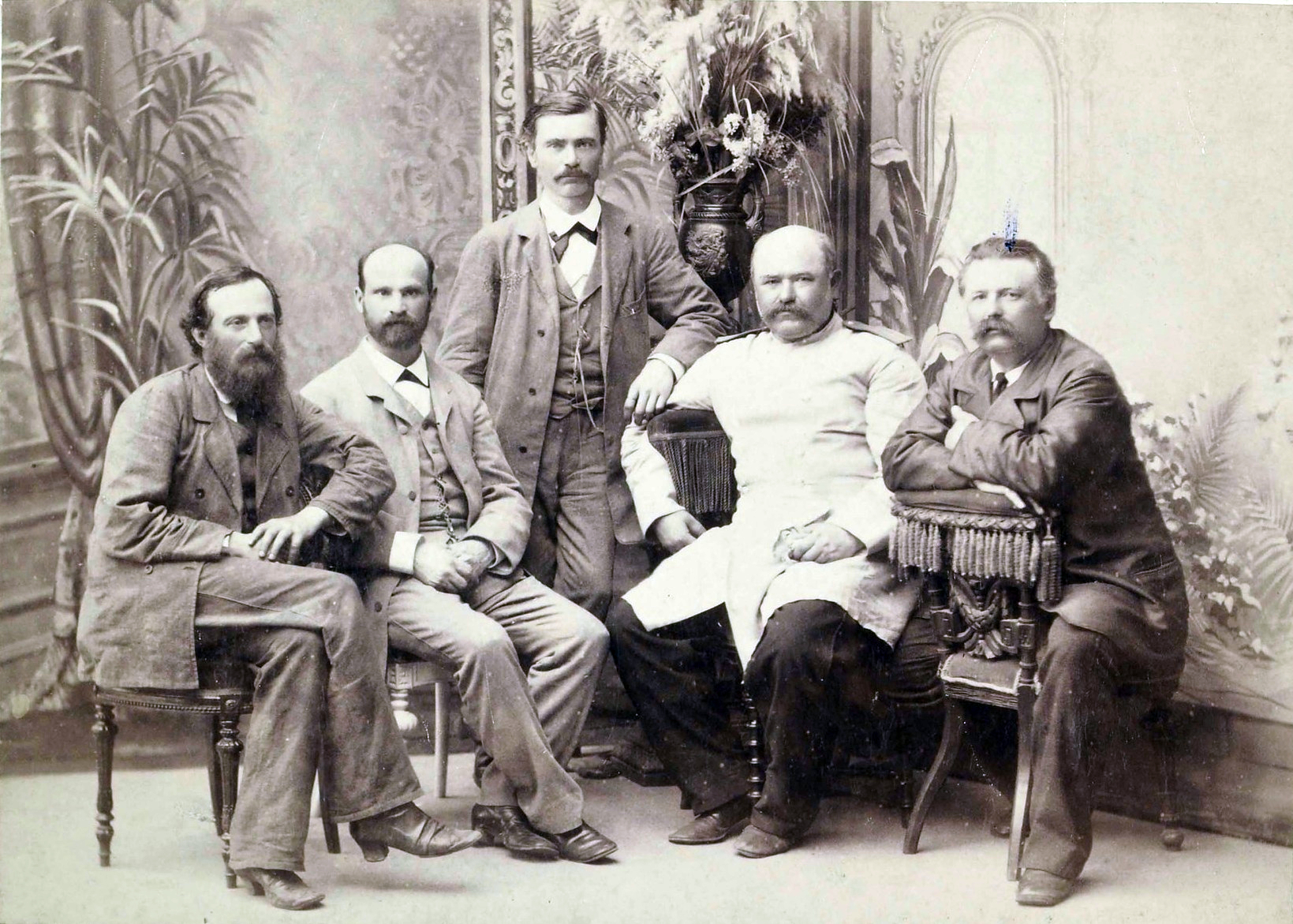
Хлопомани близько 1873 р. Зліва направо: Т. Рильський, В. Беренштам, В. Антонович, Ф. Т. Панченко, Б. Познанський

Після закінчення університету вчителював у селах Київщини і в м. Катеринославі, де був заарештований і висланий до м. Острогозька Воронезької губернії з забороною жити в українських губерніях. Живучи в Острогозьку, пізніше — на Північному Кавказі (до кінця життя), проводив етнографічні дослідження серед місцевого українського населення.
Друкувався в журналах «Основа», «Кіевская старина», «Зоря», «Вестник Европы».
Як етнограф досліджував український народний побут — «Одяг малоросів» (1905) («Труды двенадцатого археологического съезда в Харькове», Т. 3, Москва, 1905), окремі твори фольклору — «Дві старі українські пісні і з приводу їх» (1885); «З приводу статті Неймана про Бондарівну» (1902); народні історичні оповідання — «Спогади про польське повстання в Україні 1863 р.» (1885); «Спогади про некрутчину за колишнього ладу» (1889).
В історичних розвідках звертався переважно до історії Києва та Київщини XIX ст. — «Імператор Олександр I у Білій Церкві в графині Браніцької», «Нотатки про сарану, що була в Києві 1861 р.» (обидві — 1889); «Дещо про козаччину на Україні в 1855 р.» («Киевская старина», 1905, Т. 89, № 4).
Виступав також із художніми творами — оповідання та повісті «Що чулося й що бачилося» (1886); «Полячка» (1890); «Попок» (1894); «Сімсот первий і сімсот вторий закон», «Картинки сучасного селянського побуту», (обидва — 1900).
Залишив спогади «Картини мого минулого» (1892). Також серед його творів — «Спогади» (1913).

## Вшанування пам'яті
Іменем Бориса Познанського названі вулиця та провулок у Дніпрі.